# Сен-Жан, Александр
Александр Сен-Жан (фр. Alexandre St-Jean; род. 10 мая 1993 года, Квебек) — канадский конькобежец. Специализируется на спринтерских дистанциях.
Начал свою карьеру в конькобежном спорте со скоростного бега на коньках на короткой дорожке. В 2013 году с шорт-трека перешел на скоростной бег на коньках на длинной дорожке.
На Чемпионате мира по конькобежному спорту в спринтерском многоборье 2014 занял 8-е место. 
В ноябре 2015 года в командном спринте на Кубке мира по конькобежному спорту в Солт-Лейк-Сити занял первое место. В декабре этого же года в дистанции 500 метров на Кубке мира в Инцеле занял второе место.
В 2016 году в дистанции на 1000 метров на Чемпионате мира по конькобежному спорту занял 6-е место. В 2017 году в этой же дистанции на Чемпионате мира занял 12-е место.